# Triaenodon
Triaenodon is een monotypisch geslacht van de familie van requiemhaaien (Carcharhinidae) en kent slechts één soort.
Het enige lid van deze familie heet de witpuntrifhaai (Triaenodon obesus). 

## Kenmerken
De haai, die als ongevaarlijk voor mensen geldt, heeft een langwerpig lichaam met witte punten op de eerste rugvin en bovenste staartvin. Zijn lengte is gemiddeld 150 centimeter en zijn kop is breed en plat en 'ratachtig'. 

## Leefwijze
Hij beweegt zich met grote slangachtige bewegingen voort over zandbodems en onder koraalplateaus, waar hij vaak ook ligt te rusten of te slapen. Soms liggen er meerdere exemplaren bij elkaar. Zijn voedsel bestaat vooral uit inktvissen, schaaldieren en vissen. De witpuntrifhaai jaagt vooral 's nachts, en kan met zijn slanke lichaam zijn prooi tot in nauwe spleten van het koraal achtervolgen.

## Verspreiding en leefgebied
Deze haai komt algemeen voor op tropische koraalriffen van de Indische Oceaan en Grote Oceaan.

## Taxonomie
- Triaenodon obesus (Rüppell, 1837)[3] – Witpuntrifhaai

Carcharhinus · Galeocerdo · Glyphis · Isogomphodon · Lamiopsis · Loxodon · Nasolamia · Negaprion · Prionace · Rhizoprionodon · Scoliodon · Triaenodon